# Harro Wendt
Harro Otfrid Karl Wendt (* 7. September 1918 in Arnswalde, Westpreußen; † 19. Januar 2006) war ein deutscher Psychiater und Psychotherapeut.

## Leben
Wendt war das Jüngste von drei Kindern aus der Familie eines Buchdruckers und Zeitungsverlegers. Nachdem er 1937 sein Abitur ablegte und den Arbeitsdienst absolviert hatte, trat er 1939 in das Sanitätskorps ein. Während des Zweiten Weltkrieges diente er als Sanitätsfeldwebel in Italien und Wien. Nach Kriegsende kehrte er nach Leipzig zurück und arbeitete zunächst als Kriegsgefangener in Lazaretten.
1949 legte er sein Staatsexamen ab. Wendt wurde 1945 an der Universitätskinderklinik Leipzig mit einer Arbeit zum Cushing-Syndrom im Kindesalter promoviert und 1960 an der Nervenklinik der Universität Leipzig habilitiert. 1961 wurde er ärztlicher Direktor des Fachkrankenhauses Uchtspringe und war später auch als Vorsitzender der Sektion Dynamische Einzelpsychotherapie in der Gesellschaft für ärztliche Psychotherapie der DDR tätig. Zusammen mit Karl Leonhardt (Berliner Charité) gilt Wendt als der einzige Psychotherapeut in der DDR, der sich intensiv der Einzelbehandlung zuwandte.
Nach ihm ist der Harro-Wendt-Platz in Stendal benannt.
Aus der 1943 geschlossenen Ehe mit einer Ärztin gingen zwei Söhne (* 1945, 1946) und eine Tochter (* 1948) hervor.

## Schriften
- Beitrag zum Cushingschen Syndrom im Kindesalter. Dissertation, Leipzig 1945
- Schlaftherapie als Hilfsmittel bei der Behandlung von Neurosen. Ambrosius 1960
- Psychotherapie: Anwendungen und Methoden. Buchhaus Leipzig 1963
- Traumbearbeitung in der Psychotherapie. Georg Thieme, Leipzig 1985
- Spieltherapiekatalog: Hilfmittel im Umgang mit psychisch fehlentwickelten Kindern. Georg Thieme, Leipzig 1986